# Osroéné
Osroéné (ܡܠܟܘܬܐ ܕܒܝܬ ܐܘܪܗܝ v klasické syrštině, starořecky Ὀσροηνή) bylo starověké království ležící v oblasti horního Eufratu a jeho přítoku Chábúru. Hlavním městem byla Edessa (moderní Şanlıurfa v Turecku).

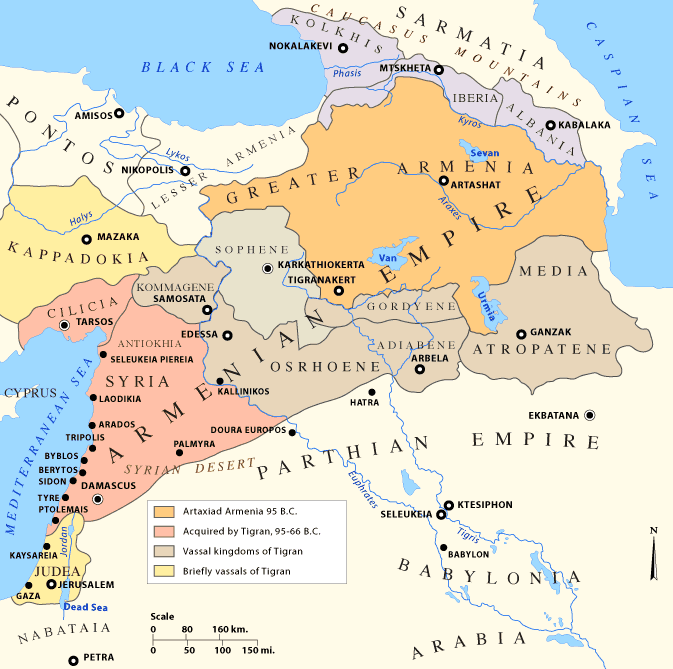
Osroéné jako jeden ze států povinných platit tribut Arménii za vlády Tigrana Velikého

Po rozpadu Seleukovské říše nastalo v oblasti mocenské vakuum, jehož využili arabští Nabatejci, kteří přišli z jihu a roku 132 př. n. l. a obsadili Edessu. Vedl je náčelník Orhai, vládnoucí vrstva však brzy splynula s původním aramejským obyvatelstvem, panovník přijal aramejsky znějící jméno Osroes a podle něj se stát jmenoval Osroéné. Vládci užívali titul abgar. Stejně jako jeho severozápadní soused Kommagene bylo Osroéné nárazníkovým státem mezi Římskou a Parthskou říší a využívalo svou strategickou polohu mezi oběma velmocemi. Podle jedné z apokryfních legend bylo prvním státem z celé oblasti, které přijalo křesťanství jako své státní náboženství: aby se místní obyvatelé odlišili od ostatních Aramejců, kteří byli pohané, začali si říkat „surjaje“ neboli syrští křesťané.
Roku 114 císař Traján Osroéné dobyl a učinil z něj fakticky satelitní stát Říma. Roku 216 byla domácí vládnoucí dynastie nahrazena Římany a roku 244 bylo Osroéné oficiálně vyhlášeno římskou provincií. Na římskou správu navázala Byzantská říše, jejíž součástí bylo Osroéné do roku 608, kdy ji dobyli Sásánovci. Název Osroéné mizí z dějin roku 638, kdy se oblast stala součástí arabského chalífátu.